# Caradjaina kwangtungialis
Caradjaina kwangtungialis är en fjärilsart som beskrevs av Caradja 1925. Caradjaina kwangtungialis ingår i släktet Caradjaina och familjen Crambidae. Inga underarter finns listade i Catalogue of Life.